# Merionoeda acutipennis
Merionoeda acutipennis är en skalbaggsart som beskrevs av Jean François Villiers 1968. Merionoeda acutipennis ingår i släktet Merionoeda och familjen långhorningar. Inga underarter finns listade i Catalogue of Life.